# NGC 4547
NGC 4547 (другие обозначения — MCG 10-18-69, ZWG 293.30, NPM1G +59.0111, PGC 41896) — эллиптическая или линзообразная галактика (E-S0) в созвездии Большой Медведицы. Открыта Уильямом Гершелем в 1789 году.
Этот объект входит в число перечисленных в оригинальной редакции «Нового общего каталога».
На фотографиях у галактики видны тусклая внешняя оболочка и яркое ядро. На расстоянии 0,5′ к восток-юго-востоку находится немного более слабая галактика PGC 41897. Эти два объекта являются самыми яркими в компактной группе тусклых галактик в поле зрения, которая включает также NGC 4549 на расстоянии 4,25′ к восток-северо-востоку. Визуально в любительский телескоп NGC 4547 выглядит как тусклое вытянутое светлое пятнышко, которое с помощью периферического зрения при среднем увеличении можно разрешить на пару галактик. Изображение простирается с восток-юго-востока на запад-северо-запад и имеет очень тусклое звездообразное ядро, на пределе видимости наблюдаемое в западной части гало, тогда как восточный компонент пары выглядит меньше и слабее. Оба компонента довольно хорошо очерчены и имеют равномерную поверхностную яркость. Радиальная скорость: 12 918 км/с. Расстояние: 577 млн световых лет. Диаметр: 159 тыс. световых лет.